# Jimmy Patronis

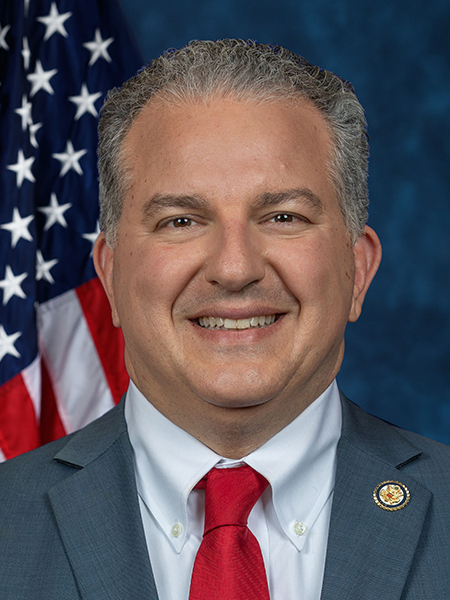
Jimmy Patronis (2025)

Jimmy Patronis (* 13. April 1972 in Panama City, Florida) ist ein amerikanischer Politiker der Republikanischen Partei aus Florida. Am 1. April 2025 gewann er eine Nachwahl zum Repräsentantenhaus der Vereinigten Staaten. Er vertritt dort den 1. Kongresswahlbezirk Floridas.

## Leben und Ausbildung
Patronis stammt aus Panama City, wo seine Familie ein Fischrestaurant betreibt, in dem er zeitweise arbeitete. Er erwarb einen Associate-Grad in Gastronomiemanagement und einen Bachelorgrad in Politikwissenschaft von der University of Florida.
Patronis ist verheiratet und hat mit seiner Frau zwei Kinder. Er ist griechischer Herkunft und ist Mitglied einer orthodoxen Kirche.

## Politik
Patronis vertrat seine Heimatstadt von 2006 bis 2014 im Repräsentantenhaus von Florida. Ab 2015 war er ernanntes Mitglied der Public Service Commission, die als Regulierungsbehörde für Versorgungsunternehmen von Gas, Wasser, Elektrizität, Telefon und Abwasser dient. Außerdem war Patronis kurzfristig Mitglied der Constitution Revision Commission, die Vorschläge zur Änderungen der Staatsverfassung prüft und zur Wahl vorbereitet.
Er wurde von Gouverneur Rick Scott 2017 zum Chief Financial Officer von Florida ernannt, nachdem der bisherige Amtsinhaber Jeff Atwater ausgeschieden war. Das Amt entspricht dem Finanzministerium und wird direkt vom Volk gewählt. 2018 wurde Patronis durch Wahl in seinem Amt bestätigt und 2023 wiedergewählt.
Nach dem Ausscheiden vom Matt Gaetz aus dem Repräsentantenhaus, der von Präsident Donald Trump ursprünglich als Justizminister vorgesehen war, aber die Nominierung zurückzog, wurde sein Wahlbezirk vakant. Die Nachwahl wurde auf den 1. April 2025 terminiert. Patronis wurde von Donald Trump unterstützt. In der republikanischen Vorwahl mit 10 Kandidaten belegt Patronis mit über 65 % der Stimmen bei weitem die meisten Stimmen. In der allgemeinen Wahl am 1. April 2025 konnte er die demokratischen Gegenkandidatin Gay Valimont mit 56,9 zu 42,3 % der Stimmen schlagen.